# يوسف حسن إبراهيم
يوسف حسن إبراهيم كان وزير خارجية الحكومة الاتحادية الانتقالية الصومالية من 16 فبراير 2002 إلى 1 ديسمبر 2004.
خلال الفترة التي قضاها وزيراً للخارجية سعى للحصول على دعم دولي أكبر من حكومته، واعتبر أن تنظيم القاعدة ليس لها أعضاء ولا مؤيدون في الصومال. هذا الرأي لم تشاركه حكومة الولايات المتحدة على سبيل المثال.